# Барневельдер
Барневельдер — порода курей, родом з Голландії.

## Історія
Родина барневельдерів - Голландія. Вони були виведені в XIX столітті з метою отримання породи курей, здатної нести яйця красивого темно-шоколадного кольору, так як такий відтінок користувався в той час великим попитом на ринку. Правда, остаточно основної мети селекції домогтися так і не вдалося: барневельдери досі продовжують нести і яйця з червонуватим відтінком. Але зате кури отримали незвичайне і яскраве оперення з подвійною окантовкою, що також стало причиною зростання їхньої популярності і цінності.
Предки барневельдерів - кохінхіни, брама, лангшан, род-айланд і бійцівські індійські. Остаточно порода сформувалася до початку ХХ століття і була визнана Національною асоціацією в 1910 році, тоді ж і з'явився перший стандарт.

## Характеристики породи
Крила короткі, щільно притиснуті до тулуба, поставлені високо. Голова компактна, з коротким жовтим дзьобом і яскравими очима оранжевого кольору. Гребінь червоний, невеликий, листоподібний форми. Сережки середнього розміру, червоні.
Стегна потужні, добре розвинені, що особливо помітно у півнів. Ноги жовтого кольору, іноді з сіруватим нальотом (переважно у курок).
Оперення у барневельдеров щільне, густе і переливаються на шиї. Забарвлення птахів дуже цікавий: класика - коли пір'я червоно-коричневого кольору мають подвійну чорну окантовку, одну з краю пера, ще одна темна смуга проходить уздовж внутрішньої частини пера. Зустрічається оперення і темно-синього кольору.
Також барневельдери бувають чисто чорної і білої забарвлення, а, так як селекція на місці не стоїть, то вже з'явилися птахи з подвійною сріблясто-облямованій забарвленням.
Кури Барневельдер універсальні, відносяться до м'ясо-яєчної категорії порід, тобто дають як дієтичне м'ясо, так і поживні яйця. Маса дорослої курочки варіюється від 2,4 до 2,8 кг, півень важить в середньому 3-3,5 кг.
Молоді кури починають нестися у віці близько 7 місяців. Барневельдери мають високу яйценоскостью - в рік одна птах може дати до 180 яєць, при цьому добре несеться навіть в зимовий період. Вага одного яйця - до 80 м

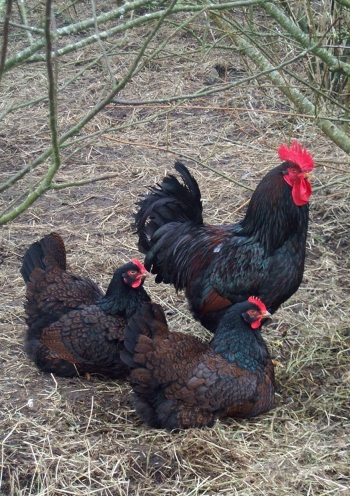
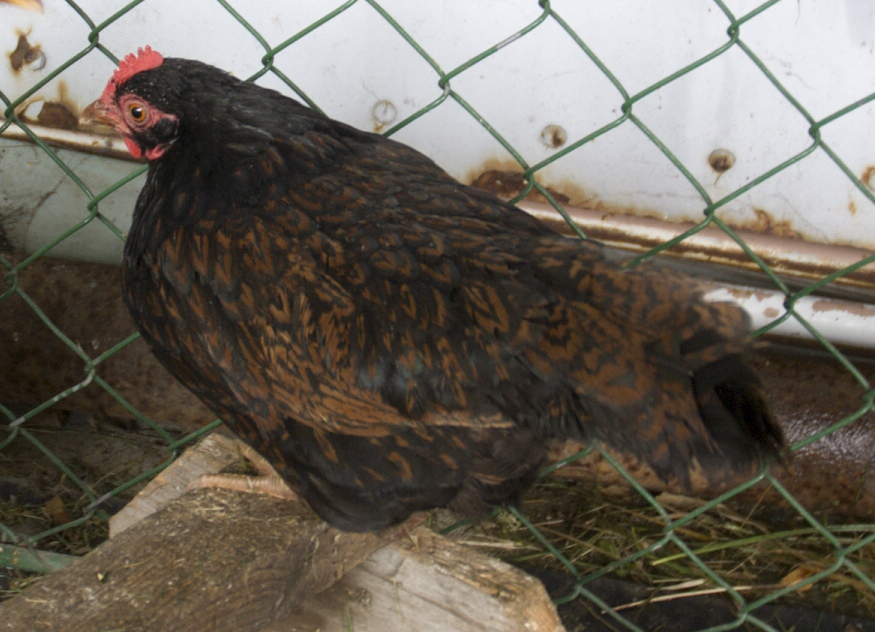
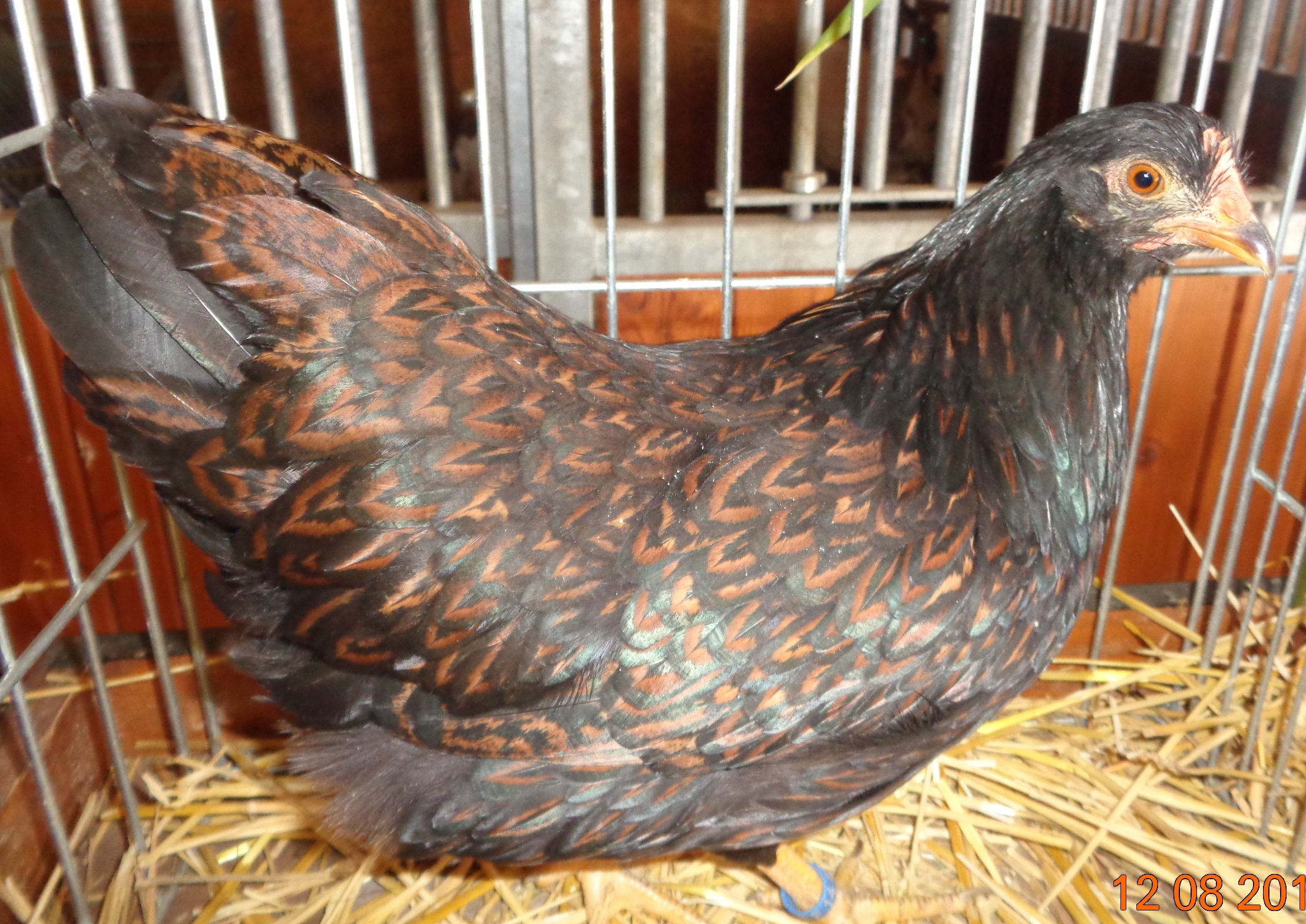
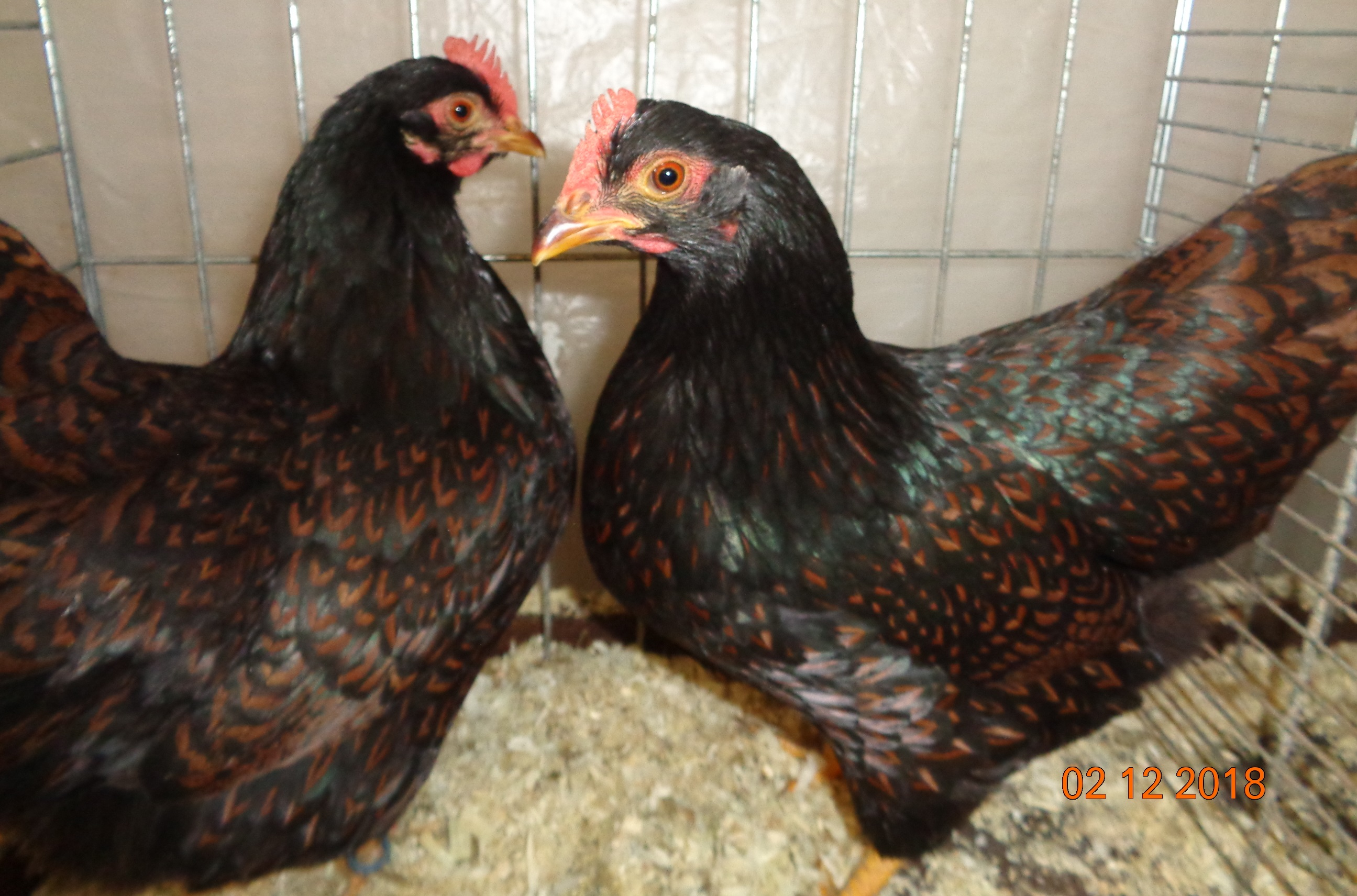
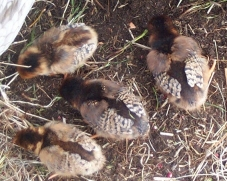